# 原聚體
原聚體(Protomer)指蛋白質的最大重複單位。
蛋白質可能由多個肽链組成，這些肽链稱為次單元(subnit)。一個蛋白質中可能由多種肽链組成，有的由重複的相同肽链組成。當其中有出現重複而相同的肽链，這些肽链就可以稱為原聚體。一個原聚體可能由一個或多個肽链組成，若蛋白質中有多組肽链相互連接且重複，這一整組肽链即可稱為一個原聚體。舉例來說，紅血球由兩個α肽链和兩個β肽链組成，其中每一個α肽链都和一個β肽链以非共價方式連接，因此除了說此蛋白質由四個次單元組成，也可以說此蛋白質具有兩個αβ原聚體。